# Bistrup (Tikøb Sogn)
 For alternative betydninger, se Bistrup. (Se også artikler, som begynder med Bistrup)
Bistrup er en landsby i Tikøb Sogn, Lynge-Kronborg Herred i det tidligere Frederiksborg Amt. Bistrup ligger mellem Tikøb og Hornbæk.
Bistrup havde i 1682 5 gårde. Det samlede dyrkede areal var 77,0 tønder land, skyldsat til 16,37 tdr. hartkorn. Dyrkningsformen var trevangsbrug.